# Arquivos do inferno
Arquivos do inferno é um livro do escritor Paulo Coelho, publicado em 1982.